# Джон Гідмен
Джон Гідмен (англ. John Gidman, нар. 10 січня 1954, Ліверпуль) — англійський футболіст, що грав на позиції захисника, зокрема за клуби «Астон Віллу» та «Манчестер Юнайтед», а також за національну збірну Англії.

## Клубна кар'єра
У дорослому футболі дебютував 1971 року виступами за команду «Астон Вілла», яка на той час грала у третьому англійському дивізіоні. Провів у команді вісім сезонів, протягом яких вона повернулася до найвищого дивізіону країни.
1979 року повернувся до рідного Ліверпуля, перейшовши за 650 тисяч фунтів до місцевого «Евертона», у складі якого провів два сезони.
Влітку 1981 року перебрався до «Манчестер Юнайтед», ставши першим придбанням нового менеджера «червоних дияволів» Рона Аткінсона. Розпочинав у команді як гравець основного складу, утім згодом стикнувся з травмами і протягом 1982—1984 років майже не грав. Захищав кольори «Юнайтед» до 1986 року, за цей час виборовши два Кубка Англії та Суперкубок країни.
1986 року на правах вільного агента перейшов до іншої манчестерської команди, «Сіті», за яку відіграв два сезони, за результатами останнього з яких «містяни» вибули до другого дивізіону.
Завершував ігрову кар'єру протягом 1988—1989 років виступами за «Сток Сіті» та клуб четвертого дивізіону «Дарлінгтон».

## Виступи за збірні
Протягом 1974–1976 років захищав кольори олімпійської збірної Англії, за яку провів 4 матчі.
1977 року провів одну гру у складі національної збірної Англії.

## Титули і досягнення
- Володар Кубка англійської ліги (2):

«Астон Вілла»: 1974-1975, 1976-1977
- Володар Кубка Англії з футболу (2):

«Манчестер Юнайтед»: 1982-1983, 1984-1985
- Володар Суперкубка Англії з футболу (1):

«Манчестер Юнайтед»: 1983
- Чемпіон Європи (U-18): 1973